# Jízdárna

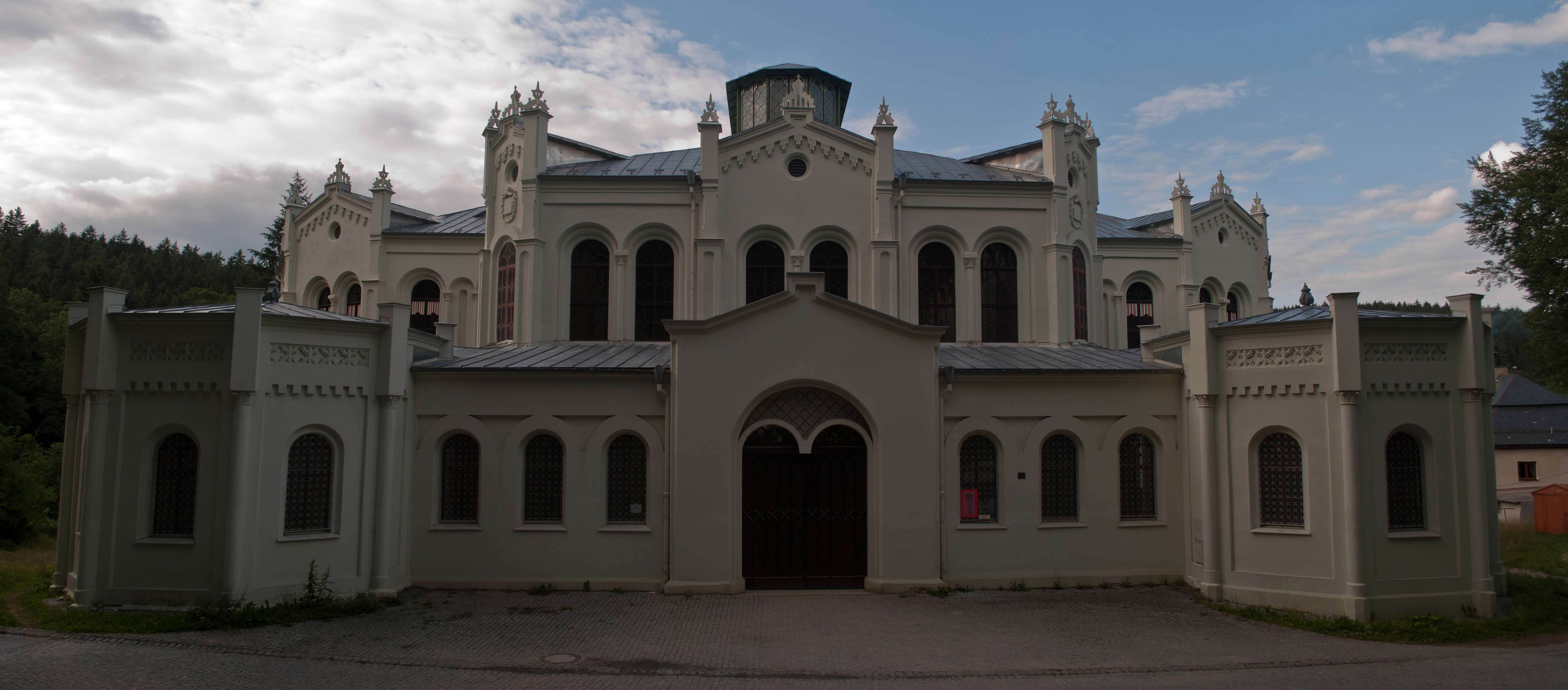
Jízdárna ve Světcích u Tachova

Jízdárna je specializované sportoviště určené pro jezdecký sport, může se ale jednat i o rekreační zařízení určené pro nácvik a výcvik jízdy na zvířeti. V evropských podmínkách se téměř vždy jedná o jízdu na koni, v exotických zemích se může jednat i o jiná zvířata.
V dnešní době se tímto slovem často označuje i nějaké větší venkovní prostranství, které často bývá umístěno nedaleko od stájí. Jízdárny bývají obvyklou součástí větších jezdeckých areálů. Může se jednat i o specializovanou budovu respektive zastřešenou halu. V dřívějších dobách byly tyto stavby určeny nejen pro výcvik jezdců, ale mohly sloužit i pro zábavu, povyražení a oddech šlechty.

## Vybavení jízdárny
Aby jízdárna sloužila svému účelu, musí být dostatečně vybavena. Nedůležitější je povrch, ideální jsou specializované povrchy. V běžných podmínkách bohatě postačí povrch písčitý (tloušťka kolem 15 cm), častěji je k vidění travnatý. Nevhodný povrch je tvrdý, kamenitý, hrbolatý, rozbahněný, s loužemi. Specializované firmy dnes nabízejí úpravy jízdáren jako např. odvodnění, dovoz a instalace specializovaného povrchu, zastřešení, oplocení.
Osvětlení není samozřejmé, ale v dnešní době, kdy jezdci zejména v zimě nestihnou jezdit za světla, je výhodou (zde je výhodou, že koně díky širším zorničkám vidí lépe než člověk, tudíž osvětlení nemusí být silné).
Ohrazení je dobré zejména pro začínající jezdce, ale i u pokročilejších jezdců má své výhody, např. vyjíždění rohů, přesnost cviků.
Drezurní oplůtek, parkurové či jiné překážky, kavlety, různé westernové překážky a podobně.
Nejnovějším trendem povrchové úpravy jízdáren, je míchání písku s geotextilii. Tento materiál ve směsi společně s pískem vytváří pružný, stabilní a protismykový povrch. Při práci koně minimalizuje otřesy, chrání klouby a vazy a zabezpečuje celkovou jistotu a flexibilitu pohybu. V materiálu se nevyskytuje žádný hnijící prvek, který by poskytoval živnou půdu pro bakterie či plísně a tudíž mohl koně nebezpečně infikovat. Povrch upravený sekanou geotextilií s pískem představuje pro koně i jezdce nejen vysoký komfort, ale pro oba zaručuje především vysokou bezpečnost.

## Jízdárna a zdraví koní
Nevhodný povrch jízdárny může působit vázné zdravotní problémy koní. Tvrdý povrch není schopen absorbovat kinetickou energii a při tvrdých dopadech vážně trpí kosti a klouby koní. Naproti tomu měkký a bořící se povrch neposkytuje koni potřebnou podporu při odrazu. Sypké materiály zase mohou způsobit nenadálé podklouznutí nebo podvrknutí kopyta koně. Ideálním řešením je povrch, který umožňuje mírné prošlápnutí a současně poskytuje podporu při odrazu koně.

## Vojenské jízdárny
Jízdárny v minulosti také bývaly běžnou výbavou vojenských kasáren, především tam kde sídlilo vojenské jezdectvo. Tyto budovy dnes, pokud se do dnešních dob vůbec dochovaly, velmi často slouží jiným účelům než je výcvik vojska.

## Známé šlechtické jízdárny
- Jízdárna Pražského hradu v Praze na Pražském hradě
- Valdštejnská jízdárna v Praze na Malé Straně
- Windischgrätzova jízdárna ve Světcích u Tachova
- Zámecká jízdárna v Hluboké nad Vltavou
- Zámecká jízdárna (Český Krumlov)